# Horst Bökemeier
Horst Bökemeier (* 6. Mai 1935 in Schwelentrup; † 24. Juni 2015) war ein deutscher Jurist und Politiker (SPD).

## Ausbildung und Beruf
Nach dem Abitur absolvierte Bökemeier ein Hochschulstudium, das er 1962 mit der Promotion zum Dr. rer. pol. und 1964 mit der Promotion zum Dr. jur. abschloss. Er arbeitete von 1964 bis 1967 als Kreisrechtsrat in Lemgo und wurde später als Rechtsanwalt und Notar in Korbach tätig. Neben seiner beruflichen Tätigkeit beschäftigte er sich mit dem Zeichnen von Karikaturen.

## Politisches Wirken
Bökemeier war Mitglied der SPD. Er rückte am 6. Oktober 1976 für den verstorbenen Abgeordneten Horst Schmidt in den Hessischen Landtag nach. Von 1987 bis 1989 war er Vorsitzender des Ausschusses für Fragen des öffentlichen Dienstes. Am 15. Juli 1989 legte er sein Landtagsmandat nieder, nachdem er zuvor zum Landrat des Kreises Waldeck-Frankenberg gewählt worden war.
Bökemeier amtierte von 1967 bis 1976 als Bürgermeister der Stadt Korbach. Von 1989 bis 1997 war er Landrat des Kreises Waldeck-Frankenberg.

## Auszeichnungen
Im Mai 2007 erhielt Bökemeier das Bundesverdienstkreuz 1. Klasse.